# Antoine Percilly
Antoine Percilly, né à Escurolles (Allier) le 15 mars 1858 et mort à Vichy le 30 octobre 1928, est un architecte français. Installé à Vichy, il a réalisé de nombreux maisons et bâtiments dans cette ville et dans sa région.

## Biographie
Il est le fils de Pierre Percilly, un garde au chemin de fer de Vichy qui deviendra ensuite rentier et de Marie Bost. 
Il se forme à l'École des arts et métiers d'Angers (promotion 1874) et en sort diplômé en 1877. L'année suivante, il effectue son service militaire à Grenoble. Il est ensuite brièvement dessinateur à la PLM à Paris.
En 1882, il épouse Julitte Destré. Lors de son voyage de noces, il rencontre Jean Barrody, architecte à Vichy depuis 1840. En 1885, il devient dessinateur au sein du cabinet de ce dernier, puis deux ans plus tard, s'associe avec lui. 
En 1888, il fonde son propre cabinet à Vichy.
De son mariage, Jean Percilly aura cinq filles : Marie (1883-1961), Alphonsine (c. 1884), Alice (1888-1888), Gabrielle (1891-1954) et Jeanne (1904-2000). Sa fille Gabrielle épousa l'architecte Gilbert Brière (1882-1961) ; le beau-père et le gendre ont travaillé en collaboration dans un même cabinet, qui a été le plus important de la ville pendant une bonne partie du XXe siècle. Le couple aura 3 enfants dont deux fils architectes. Jean Brière (1926-2005) succède à son grand-père et à son père.
Il a été l'un des fondateurs de la Société des architectes de l’Allier qu'il préside en 1910. Cette même année, il est admis à la société centrale des architectes français.
En 1890, il est architecte en chef des hospices de Vichy. Il est membre de nombreux jurys de concours publics de la région. En 1903, il est membre de la Commission des bâtiments du département de l'Allier. Il candidate sans succès en 1924 pour être inspecteur des Monuments historiques.
Il avait la réputation d'être dur avec ses employés et les ouvriers des chantiers au point qu'il aurait été victime d'une tentative d'accident, des ouvriers auraient laissé des planches non fixées sur un échafaudage en haut d'un immeuble en construction qu'il devait visiter, mais il ne serait pas tombé grâce à son physique athlétique. Il avait aussi la réputation dans Vichy d'être un « dangereux Don Juan ».  
Il quitte la direction de son cabinet en 1927. Il meurt l'année suivante, à 70 ans. Il est inhumé au cimetière des Bartins de Vichy (carré 5).
Les plans, dessins et documents du cabinet Percilly-Brière ont été achetés par la ville de Vichy en 1999 et sont conservés à la médiathèque Valery-Larbaud ; la bibliothèque du cabinet est venue rejoindre ce fonds en 2007.

## Œuvres
Liste non exhaustive

### à Vichy
- Chapelle de l’Hôpital (1887, en collaboration avec Jean Barrody).
- Passage Giboin, passage couvert sous verrière (1888, avec Jean Barrody).
- Plusieurs villas de la rue Hubert-Colombier : villa Victor-Hugo, de style néo-Louis XIII, au no 5 ; villa Van Dyck, de style Renaissance flamande, au no 9 (1898) ; villa Liberty, de style Art nouveau, au no 14 (1900-1902).
- Villa Le Castel, pour le docteur Lucien Grellety (1893) ; inscrite MH en 1899.
- L'Alhambra, rue Sornin, villa de style mauresque (1898).
- Villa mauresque, boulevard Carnot (1906, en collaboration avec Henri Décoret).
- Agrandissement et modernisation de l'Hôtel du Parc[3] (1905-1907).
- Pavillon des thermes Lardy.

### dans l'Allier
- Château du Lonzat, à Marcenat (Allier).
- Château de Puy-Vozelle, à Espinasse-Vozelle (Allier).
- Monuments aux morts de Lapalisse, du Donjon et de Saint-Prix[4].
- Église de Bellerive-sur-Allier (en collaboration avec Jean Barrody)